# Mizuno

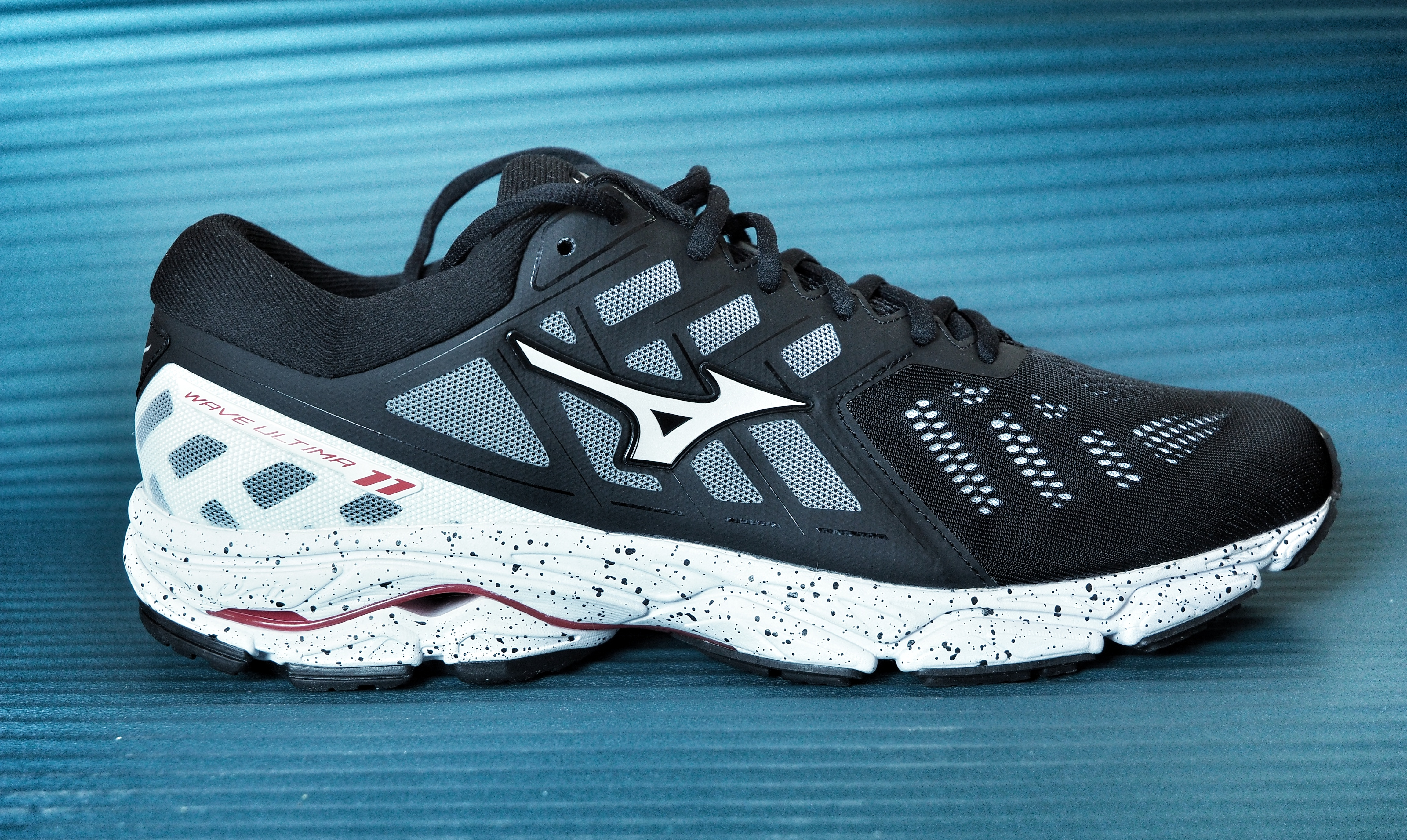
Chaussures Mizuno Wave Ultima 11

Pour les articles homonymes, voir Mizuno (homonymie).
Mizuno (ミズノ株式会社, Mizuno Kabushiki-gaisha) (TSE : 8022) est un équipementier sportif d'origine japonaise. La société fut fondée à Osaka en 1906 par les frères Rizo et Rihachi Mizuno (ja) . Mizuno est aujourd'hui une société internationale qui fabrique des équipements et vêtements de sport dédiés au judo, golf, football, handball, course à pied, baseball, badminton, volleyball, rugby, natation, ski, tennis de table et cyclisme. C'est un concurrent d'Asics, fondée par le japonais Kihachiro Onitsuka.

## Histoire
À l'origine, Mizuno était un simple importateur d'équipements de golf et de baseball fabriqués aux États-Unis. Insatisfait de la qualité des produits importés, Rihachi Mizuno chercha à développer des produits plus exigeants sous son propre label, en partenariat avec les fabricants locaux.
Durant la guerre, il est chargé par l'armée japonaise de mettre au point l'avion Mizuno Shinryū.
L'entreprise se lance dans la fabrication de raquettes de tennis à la fin des années 1940 puis de chaussures d'athlétisme à partir des années 1970.

## Commanditaire / Sponsor de différents sports
- Athlétisme : Carl Lewis, Franckie Fredericks, Martial Mbandjock, Tirunesh Dibaba, Meseret Defar, Terrence Trammell, Meseret Defar, Godfrey Mokoena, Leevan Sands
- Course à pied : Serge Girard, Bruno Heubi, Georges Laederich
- Football : Sergio Ramos, Andriy Chevtchenko, Rivaldo, Thiago Motta, Cristiano Marques Gomes, Fernando Cavenaghi, Pablo Aimar, Jonas Gonçalves Oliveira, Givanildo Vieira de Souza, Keisuke Honda, Yuki Abe, Roque Santa Cruz, Shinji Okazaki, Olympique de Marseille saison 1995-1996, Stade lavallois de 1997 à 2000, l'ACF Fiorentina saison 2001-2002, Portimonense Sporting Clube depuis 2014, la SS Lazio depuis 2022[4], le FC Augsbourg depuis 2023[5], ainsi que l'AS Monaco depuis 2024.
- Golf : Luke Donald
- Handball : Chambéry Savoie Mont Blanc Handball depuis 2018, ASUL Vaulx-en-Velin
- Judo : Lagardère Paris Racing, équipe nationale du Japon depuis 1984 et plusieurs grands noms comme Kōsei Inoue, Lucie Décosse ou encore David Larose[6]
- Natation : Frédérick Bousquet, Kosuke Kitajima, Federica Pellegrini
- Rugby à XV : Équipe des Tonga de rugby à XV
- Volley-ball : fédération française de volley-ball depuis 2010, le VC Marcq-en-Barœul, le Vandœuvre Nancy VB